# Adolf Krömer
Adolf Krömer (* 19. Mai 1890 in Roben bei Leobschütz; † 17. Februar 1944 in Auschwitz) war ein deutscher Lagerapotheker im KZ Auschwitz und Nationalsozialist.

## Leben
Krömer, von Beruf Apotheker, nahm am Ersten Weltkrieg teil. Nach der Machtübergabe an die Nationalsozialisten trat er zum 1. Mai 1933 der NSDAP (Mitgliedsnummer 3.530.596) und im Juni 1933 der SS bei (SS-Nummer 119.440).
Nach Beginn des Zweiten Weltkrieges gehörte er der Waffen-SS an. Ab November 1941 leitete er im KZ Auschwitz die Lagerapotheke. Im November 1943 stieg er innerhalb der Waffen-SS bis zum SS-Sturmbannführer auf. Am 15. September 1943 wurde Krömer mit dem Kriegsverdienstkreuz II. Klasse mit Schwertern ausgezeichnet. Diese Auszeichnung legt seine Mitwirkung an Tötungen nahe. Krömer nahm an der sogenannten „Rampe“ an Selektionen von jüdischen Menschen teil, die mit Eisenbahntransporten in das Vernichtungslager Auschwitz-Birkenau verbracht worden waren. Krömer starb im Februar 1944 nach einem Herzinfarkt im Lazarett des KZ Auschwitz. Er wurde nicht wie von seinem Nachfolger als Lagerapotheker Victor Capesius nach Kriegsende behauptet aufgrund der „Verbreitung von Defätismus“ hingerichtet.